# And I Don't Want to Live This Life
And I Don't Want To Live This Life é um livro de não ficção escrito por Deborah Spungen. Publicado pela Random House em 1983, o livro autobiográfico conta a história de sua filha, Nancy Spungen, que, em 1978, morreu assassinada em um quarto do Hotel Chelsea, em Nova Iorque. O então namorado de Nancy, Sid Vicious, célebre por ser baixista da banda Sex Pistols, foi acusado do crime. Ele morreu de overdose apenas quatro meses após o assassinato.
O nome do livro surgiu de um poema que o próprio Sid Vicious escreveu, logo após a morte de Nancy:
You were my little baby girl,
And I shared all your fears.
Such joy to hold you in my arms
and kiss away your tears.
But now you're gone, there's only pain
and nothing I can do.
And I don't want to live this life,
If I can't live for you.
To my beautiful baby girl.
Our love will never die...
Traduzido para o português, o poema fica:
Você era a minha pequena garotinha,
E eu dividi todos os seus medos.
Tanta diversão em segurá-la nos meus braços
E beijar as suas lágrimas.
Mas agora você se foi, só me resta dor
E eu não posso fazer nada.
E eu não quero mais viver esta vida,
Se eu não posso viver por você.
Para a minha bonita garotinha.
Nosso amor nunca morrerá...